# Möja församling
Möja församling var en församling i Stockholms stift och i Värmdö kommun i Stockholms län. Församlingen uppgick 2002 i Djurö, Möja och Nämdö församling.

## Administrativ historik
Församlingen bildades 1638 genom en utbrytning ur Värmdö församling.
Församlingen var till 1869 annexförsamling i pastoratet Värmdö, Södra Ljusterö, Boo och Möja som även från 1683 omfattade Djurö församling och från 1792 Ingarö församling. Från 1869 till 1 maj 1902 var den annexförsamling i pastoratet Värmdö, Boo, Djurö, Möja och Ingarö som från 1 januari 1902 även omfattade Gustavsbergs församling. Från 1 maj 1902 till 1962 var den annexförsamling i pastoratet Värmdö och Möja som till 1 maj 1929 även omfattad Djurö församling. Från 1962 till 2002 var den annexförsamling i pastoratet Djurö, Nämdö och Möja. Församlingen uppgick 2002 i Djurö, Möja och Nämdö församling.

## Kyrkor
- Möja kyrka